# 食品安全检查局
食品安全檢查局（Food Safety and Inspection Service）隶属于美国农业部，负责监督管理美国国产和进口的肉、禽肉和蛋制品的安全卫生以及正确标识并适当包装。
食品安全檢查局有超过9000名雇员，下设15个地区办公室、3个实验室并拥有自己的培训中心，在全美各地的肉禽蛋产品的生产厂家都派驻有监督人员，监督有关食品安全和卫生状况。
FSIS行使职能的主要法律依据包括《联邦肉品检验法案》、《联邦禽肉产品检验法案》、《联邦蛋制品检验法案》和《食品质量保护法案》。与SPS有关的主要有风险分析、对肉禽蛋制品的管理、国家残留监控计划、全国微生物基础数据计划等。
其网站为 （页面存档备份，存于）。
1. ↑  . 經濟部國際貿易署.   [2024-10-05]. （原始内容存档于2024-10-07） （中文（臺灣））.